# Napothera epilepidota
La ratina cejuda (Napothera epilepidota) es una especie de ave paseriforme de la familia Pellorneidae propia del sudeste asiático.

## Distribución y hábitat
Se encuentra en los bosques húmedos tropicales y subtropicales de Bután, Birmania, sur de China, noreste de la India, Laos, Malasia, Tailandia, Indonesia y Vietnam.